# Ketil Bjørnstad
Ketil Bjørnstad (25 d'abril de 1952) és un pianista, compositor i escriptor noruec. De formació clàssica, és un dels exponents del Jazz Europeu. Va treballar per ECM Records i ha publicat una vintena d'obres de poesia, novel·la i assaig. Ha treballat amb artistes com Svante Henryson, David Darling, Jon Christensen i Terje Rypdal.